# Seznam županov občin v Sloveniji (2002–2006)
Seznam županov občin v Sloveniji z mandatom od 2002 od 2006.
| Občina                                   | Župan                   | Predlagatelj            |
| ---------------------------------------- | ----------------------- | ----------------------- |
| Občina Ajdovščina                        | Marjan Poljšak          | NSD                     |
| Občina Beltinci                          | Milan Kerman            | NSi                     |
| Občina Benedikt                          | Milan Gumzar            | LDS                     |
| Občina Bistrica ob Sotli                 | Jožef Pregrad           | SLS LDS SDS             |
| Občina Bled                              | Jože Antonič            | SLS NSi SDS             |
| Občina Bloke                             | Jože Doles              | SLS NSi SDS             |
| Občina Bohinj                            | Evgenija Kegl - Korošec | LDS                     |
| Občina Borovnica                         | Alojz Močnik            | skupina volivcev        |
| Občina Bovec                             | Robert Trampuž          | ZLSD LDS                |
| Občina Braslovče                         | Marko Balant            | NSi SDS                 |
| Občina Brda                              | Franc Mužič             | LDS                     |
| Občina Brezovica                         | Drago Stanovnik         | SLS                     |
| Občina Brežice                           | Andrej Vizjak           | SDS NSi                 |
| Občina Cankova                           | Drago Vogrinčič         | SDS                     |
| Mestna občina Celje                      | Bojan Šrot              | SLS SDS                 |
| Občina Cerklje na Gorenjskem             | Franc Čebulj            | skupina volivcev        |
| Občina Cerknica                          | Miroslav Levar          | skupina volivcev        |
| Občina Cerkno                            | Jurij Kavčič            | SLS                     |
| Občina Cerkvenjak                        | Jože Kraner             | SLS                     |
| Občina Črenšovci                         | Anton Törnar            | SLS                     |
| Občina Črna na Koroškem                  | Janez Švab              | LDS                     |
| Občina Črnomelj                          | Andrej Fabjan           | SLS                     |
| Občina Destrnik                          | Franc Pukšič            | SDS                     |
| Občina Divača                            | Rajko Vojtkovszky       | ZLSD                    |
| Občina Dobje                             | Franc Salobir           | SLS LDS SDS             |
| Občina Dobrna                            | Martin Brecl            | skupina volivcev        |
| Občina Dobrova - Polhov Gradec           | Janez Oven              | SLS                     |
| Občina Dobrovnik                         | Marjan Kardinar         | LDS                     |
| Občina Dol pri Ljubljani                 | Primož Zupančič         | skupina volivcev        |
| Občina Dolenjske Toplice                 | Franc Vovk              | NSi SDS SLS             |
| Občina Domžale                           | Cvetka Zalokar Oražem   | LDS                     |
| Občina Dornava                           | Franc Šegula            | skupina volivcev        |
| Občina Dravograd                         | Rado Krpač              | LDS                     |
| Občina Duplek                            | Janez Ribič             | SLS                     |
| Občina Gorenja vas - Poljane             | Jože Bogataj            | skupina volivcev        |
| Občina Gorišnica                         | Jožef Kokot             | SLS                     |
| Občina Gornja Radgona                    | Anton Kampuš            | ZLSD                    |
| Občina Gornji Grad                       | Anton Rifelj            | SDS                     |
| Občina Gornji Petrovci                   | Franc Šlihthuber        | LDS                     |
| Občina Grad                              | Daniel Kalamar          | skupina volivcev        |
| Občina Grosuplje                         | Janez Lesjak            | LDS                     |
| Občina Hajdina                           | Radoslav Simonič        | SLS                     |
| Občina Hoče - Slivnica                   | Anton Obreht            | SDS                     |
| Občina Hodoš                             | Ludvik Orban            | skupina volivcev        |
| Občina Horjul                            | Daniel Fortuna          | skupina volivcev        |
| Občina Hrastnik                          | Miran Jerič             | LDS                     |
| Občina Hrpelje - Kozina                  | Albert Pečar            | skupina volivcev        |
| Občina Idrija                            | Samo Bevk               | ZLSD                    |
| Občina Ig                                | Janez Cimperman         | SDS                     |
| Občina Ilirska Bistrica                  | Anton Šenkinc           | skupina volivcev        |
| Občina Ivančna Gorica                    | Jernej Lampret          | SDS NSi                 |
| Občina Izola                             | Breda Pečan             | DeSUS LDS ZLSD          |
| Občina Jesenice                          | Boris Janez Bregant     | skupina volivcev        |
| Občina Jezersko                          | Milan Kocjan            | skupina volivcev        |
| Občina Juršinci                          | Alojzij Kaučič          | SLS                     |
| Občina Kamnik                            | Anton Tone Smolnikar    | skupina volivcev        |
| Občina Kanal                             | Miran Ipavec            | LDS                     |
| Občina Kidričevo                         | Zvonimir Holc           | SDS                     |
| Občina Kobarid                           | Pavel Gregorčič         | Zveza za Primorsko      |
| Občina Kobilje                           | Pavel Nemet             | LDS                     |
| Občina Kočevje                           | Janko Veber             | ZLSD                    |
| Občina Komen                             | Uroš Slamič             | skupina volivcev        |
| Občina Komenda                           | Tomaž Drolec            | skupina volivcev        |
| Mestna občina Koper                      | Boris Popovič           | skupina volivcev        |
| Občina Kostanjevica na Krki              | Valentin Južnič         | SLS                     |
| Občina Kozje                             | Dušan Andrej Kocman     | skupina volivcev        |
| Mestna občina Kranj                      | Mohor Bogataj           | LDS                     |
| Občina Kranjska Gora                     | Jure Žerjav             | LDS                     |
| Občina Križevci                          | Feliks Mavrič           | SLS                     |
| Občina Krško                             | Franc Bogovič           | SLS                     |
| Občina Kungota                           | Jožef Karner            | SLS                     |
| Občina Kuzma                             | Jožef Škalič            | skupina volivcev        |
| Občina Laško                             | Jožef Rajh              | ZLSD LDS DeSUS          |
| Občina Lenart                            | Ivan Vogrin             | skupina volivcev        |
| Občina Lendava                           | Anton Balažek           | LDS                     |
| Občina Litija                            | Franc Rokavec           | SLS                     |
| Mestna občina Ljubljana                  | Danica Simšič           | ZLSD                    |
| Občina Ljubno                            | Anka Rakun              | skupina volivcev        |
| Občina Ljutomer                          | Jožef Špindler          | LDS                     |
| Občina Logatec                           | Janez Nagode            | SLS                     |
| Občina Loška Dolina                      | Janez Sterle            | SDS SLS                 |
| Občina Loški Potok                       | Janez Novak             | LDS                     |
| Občina Lovrenc na Pohorju                | Franc Ladinek           | SLS                     |
| Občina Luče                              | Ciril Rosc              | skupina volivcev        |
| Občina Lukovica                          | Matej Kotnik            | skupina volivcev        |
| Občina Majšperk                          | Darinka Fakin           | SLS                     |
| Mestna občina Maribor                    | Boris Sovič             | SLS                     |
| Občina Markovci                          | Franc Kekec             | SLS                     |
| Občina Medvode                           | Stanislav Žagar         | skupina volivcev        |
| Občina Mengeš                            | Tomaž Štebe             | SDS                     |
| Občina Metlika                           | Slavko Dragovan         | SLS                     |
| Občina Mežica                            | Janez Praper            | SLS                     |
| Občina Miklavž na Dravskem polju         | Leopold Kremžar         | LDS                     |
| Občina Miren - Kostanjevica              | Zlatko Martin Marušič   | skupina volivcev        |
| Občina Mirna Peč                         | Zvonko Lah              | SDS                     |
| Občina Mislinja                          | Viktor Robnik           | skupina volivcev        |
| Občina Mokronog - Trebelno               | Ljudmila Novak          | NSi                     |
| Občina Moravske Toplice                  | Franc Cipot             | skupina volivcev        |
| Občina Mozirje                           | Ivan Suhoveršnik        | skupina volivcev        |
| Mestna občina Murska Sobota              | Anton Štihec            | SMS SDS NSi SLS ZS      |
| Občina Muta                              | Ivan Draušbaher         | SLS                     |
| Občina Naklo                             | Janez Štular            | SLS                     |
| Občina Nazarje                           | Ivan Purnat             | skupina volivcev        |
| Mestna občina Nova Gorica                | Mirko Brulc             | ZLSD                    |
| Mestna občina Novo mesto                 | Boštjan Kovačič         | LDS SLS DeSUS SNS       |
| Občina Odranci                           | Ivan Markoja            | skupina volivcev in SLS |
| Občina Oplotnica                         | Vladimir Globovnik      | SDS                     |
| Občina Ormož                             | Vili Trofenik           | skupina volivcev        |
| Občina Osilnica                          | Anton Kovač             | skupina volivcev        |
| Občina Pesnica                           | Venčeslav Senekovič     | SLS                     |
| Občina Piran                             | Vojka Štular            | ZLSD                    |
| Občina Pivka                             | Robert Smrdelj          | SLS                     |
| Občina Podčetrtek                        | Marjan Drofenik         | SLS                     |
| Občina Podlehnik                         | Vekoslav Fric           | skupina volivcev        |
| Občina Podvelka                          | Anton Kovše             | ZLSD                    |
| Občina Polzela                           | Ljubo Žnidar            | skupina volivcev        |
| Občina Postojna                          | Jernej Verbič           | skupina volivcev        |
| Občina Prebold                           | Vinko Debelak           | LDS                     |
| Občina Preddvor                          | Franc Ekar              | skupina volivcev        |
| Občina Prevalje                          | Matija Tasič            | skupina volivcev        |
| Mestna občina Ptuj                       | Štefan Čelan            | LDS                     |
| Občina Puconci                           | Ludvik Novak            | SLS                     |
| Občina Rače - Fram                       | Branko Ledinek          | SLS                     |
| Občina Radeče                            | Franc Lipoglavšek       | ZLSD                    |
| Občina Radenci                           | Jožef Toplak            | SDS                     |
| Občina Radlje ob Dravi                   | Alan Bukovnik           | ZLSD                    |
| Občina Radovljica                        | Janko Sebastijan Stušek | skupina volivcev        |
| Občina Ravne na Koroškem                 | Maksimilijan Večko      | ZLSD                    |
| Občina Razkrižje                         | Stanko Ivanušič         | skupina volivcev        |
| Občina Ribnica                           | Jože Tanko              | SDS                     |
| Občina Ribnica na Pohorju                | Marija Sgerm            | SLS                     |
| Občina Rogaška Slatina                   | Branko Kidrič           | SDS SLS                 |
| Občina Rogašovci                         | Janko Halb              | SLS NSi                 |
| Občina Rogatec                           | Martin Mikolič          | NSi                     |
| Občina Ruše                              | Vili Rezman             | skupina volivcev        |
| Občina Selnica ob Dravi                  | Vladimir Sabolek        | skupina volivcev        |
| Občina Semič                             | Ivan Bukovec            | SLS                     |
| Občina Sevnica                           | Kristijan Janc          | SLS                     |
| Občina Sežana                            | Miroslav Klun           | LDS                     |
| Mestna občina Slovenj Gradec             | Matjaž Zanoškar         | skupina volivcev        |
| Občina Slovenska Bistrica                | Ivan Žagar              | SLS SDS NSi             |
| Občina Slovenske Konjice                 | Janez Jazbec            | skupina volivcev        |
| Občina Sodražica                         | Andrej Pogorelc         | SDS                     |
| Občina Solčava                           | Vojteh Klemenšek        | skupina volivcev        |
| Občina Starše                            | Vili Ducman             | SLS                     |
| Občina Sveta Ana                         | Bogomir Ruhitel         | SLS                     |
| Občina Sveti Andraž v Slovenskih goricah | Franc Krepša            | NSi                     |
| Občina Sveti Jurij                       | Anton Slana             | skupina volivcev        |
| Občina Šalovci                           | Aleksander Abraham      | SLS                     |
| Občina Šempeter - Vrtojba                | Dragan Valenčič         | ZLSD LDS                |
| Občina Šenčur                            | Miro Kozelj             | SDS                     |
| Občina Šentilj                           | Edvard Čagran           | skupina volivcev        |
| Občina Šentjernej                        | Franc Hudoklin          | SLS                     |
| Občina Šentjur                           | Štefan Tisel            | LDS SDS NSi             |
| Občina Škocjan                           | Anton Zupet             | SLS                     |
| Občina Škofja Loka                       | Igor Draksler           | SLS SDS                 |
| Občina Škofljica                         | Jure Jurkovič           | skupina volivcev        |
| Občina Šmarje pri Jelšah                 | Jožef Čakš              | SLS                     |
| Občina Šmartno ob Paki                   | Alojz Podgoršek         | ZLSD                    |
| Občina Šmartno pri Litiji                | Milan Izlakar           | skupina volivcev        |
| Občina Šoštanj                           | Milan Kopušar           | LDS                     |
| Občina Štore                             | Franc Jazbec            | SDS                     |
| Občina Tabor                             | Vida Slakan             | skupina volivcev        |
| Občina Tišina                            | Jožef Poredoš           | SLS                     |
| Občina Tolmin                            | Jožef Ernest Kemperle   | LDS                     |
| Občina Trbovlje                          | Bogdan Barovič          | SNS                     |
| Občina Trebnje                           | Marica Škoda            | LDS                     |
| Občina Trnovska vas                      | Karl Vurcer             | SLS                     |
| Občina Trzin                             | Anton Peršak            | skupina volivcev        |
| Občina Tržič                             | Pavel Rupar             | SDS                     |
| Občina Turnišče                          | Jožef Kocet             | SLS                     |
| Mestna občina Velenje                    | Srečko Meh              | ZLSD                    |
| Občina Velika Polana                     | Andrej Lebar            | skupina volivcev        |
| Občina Velike Lašče                      | Anton Zakrajšek         | NSi                     |
| Občina Veržej                            | Drago Legen             | skupina volivcev        |
| Občina Videm                             | Friderik Bračič         | SLS                     |
| Občina Vipava                            | Ivan Princes            | skupina volivcev        |
| Občina Vitanje                           | Slavko Vetrih           | SLS                     |
| Občina Vodice                            | Anton Kokalj            | NSi                     |
| Občina Vojnik                            | Benedikt Podergajs      | SLS                     |
| Občina Vransko                           | Franc Sušnik            | SDS NSi                 |
| Občina Vrhnika                           | Marjan Rihar            | SDS NSi                 |
| Občina Vuzenica                          | Miran Kus               | skupina volivcev        |
| Občina Zagorje ob Savi                   | Matjaž Švagan           | LDS                     |
| Občina Zavrč                             | Miran Vuk               | SLS                     |
| Občina Zreče                             | Jožef Košir             | LDS                     |
| Občina Žalec                             | Alojz Posedel           | skupina volivcev        |
| Občina Železniki                         | Mihael Prevc            | skupina volivcev        |
| Občina Žetale                            | Anton Butolen           | LDS                     |
| Občina Žiri                              | Bojan Starman           | SDS                     |
| Občina Žirovnica                         | Franc Pfajfar           | SLS                     |
| Občina Žužemberk                         | Franc Škufca            | LDS                     |